# Salem (Spagna)
Salem è un comune spagnolo di 477 abitanti situato nella comunità autonoma Valenciana.